# Варшавский политехнический университет
Варшавский политехнический университет или Варшавская политехника (пол. Politechnika Warszawska) — один из крупнейших вузов Польши, и один из крупнейших в Центральной Европе, в котором работает свыше 2000 преподавателей. Количество обучающихся студентов составляет примерно 31 000 (по состоянию на 2004 год), подавляющее большинство которых обучается очно. Функционируют 18 факультетов, охватывающие почти все области науки и технологии. Все они расположены в Варшаве, кроме одного, находящегося в Плоцке.
ВПИ выпускает примерно 5000 специалистов в год. Выпускники ВПИ составляют наибольший процент среди польских менеджеров и директоров. Каждый девятый президент в 500 лучших компаний Польши — выпускник ВПИ. Профессор Курник, ректор ВПИ, объясняет это тем, что ВПИ дает прочную основу для подготовки менеджеров, давая студентам образование на высшем уровне а также умение пользоваться необходимыми инструментами и информацией, включая знание иностранных языков.

## История

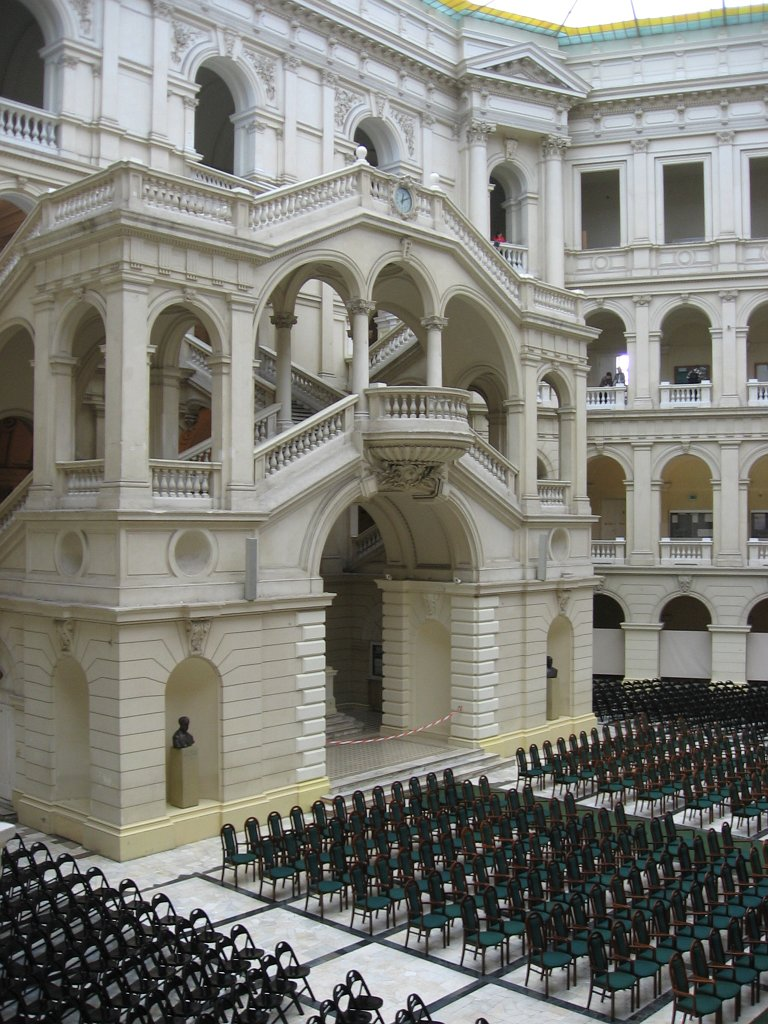
Интерьер Большого зала Главного корпуса университета

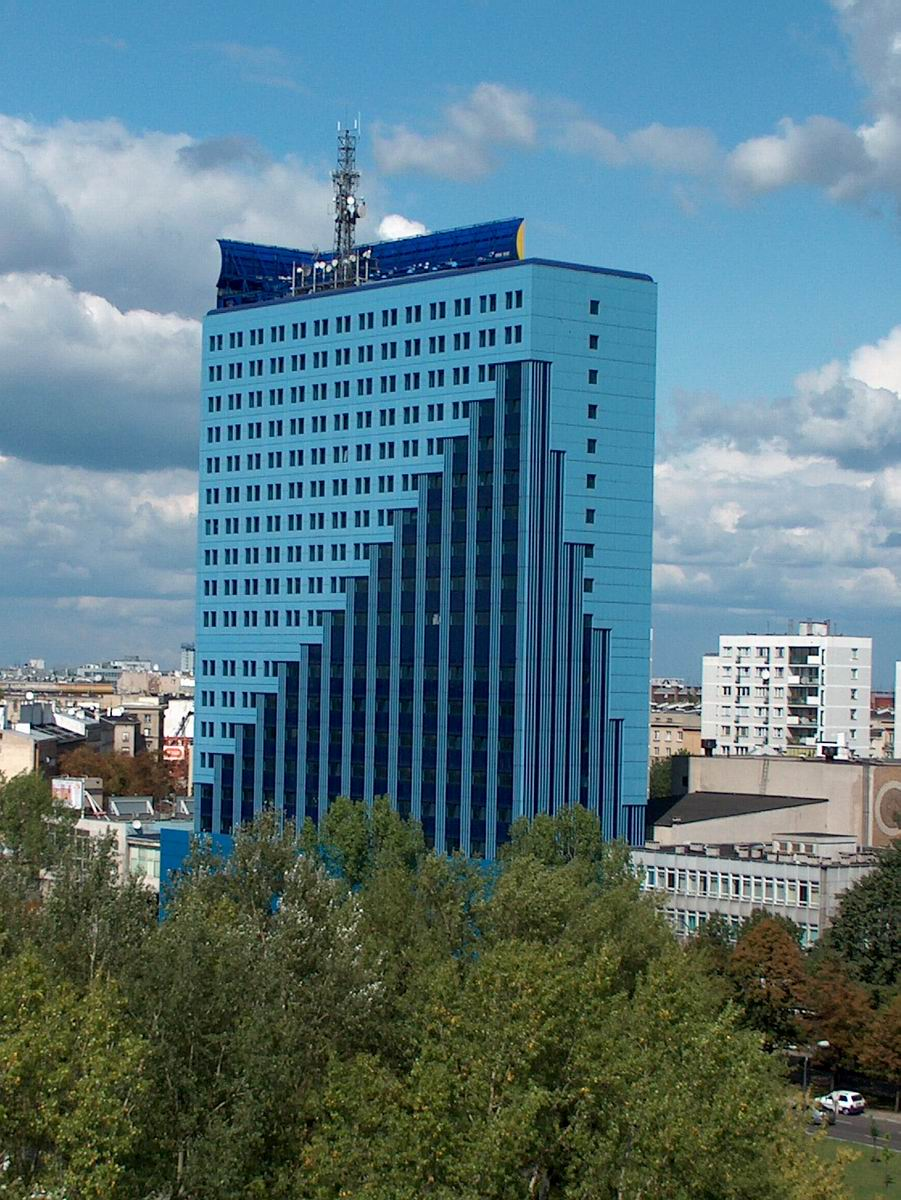
Студенческое общежитие: «Ривьера»

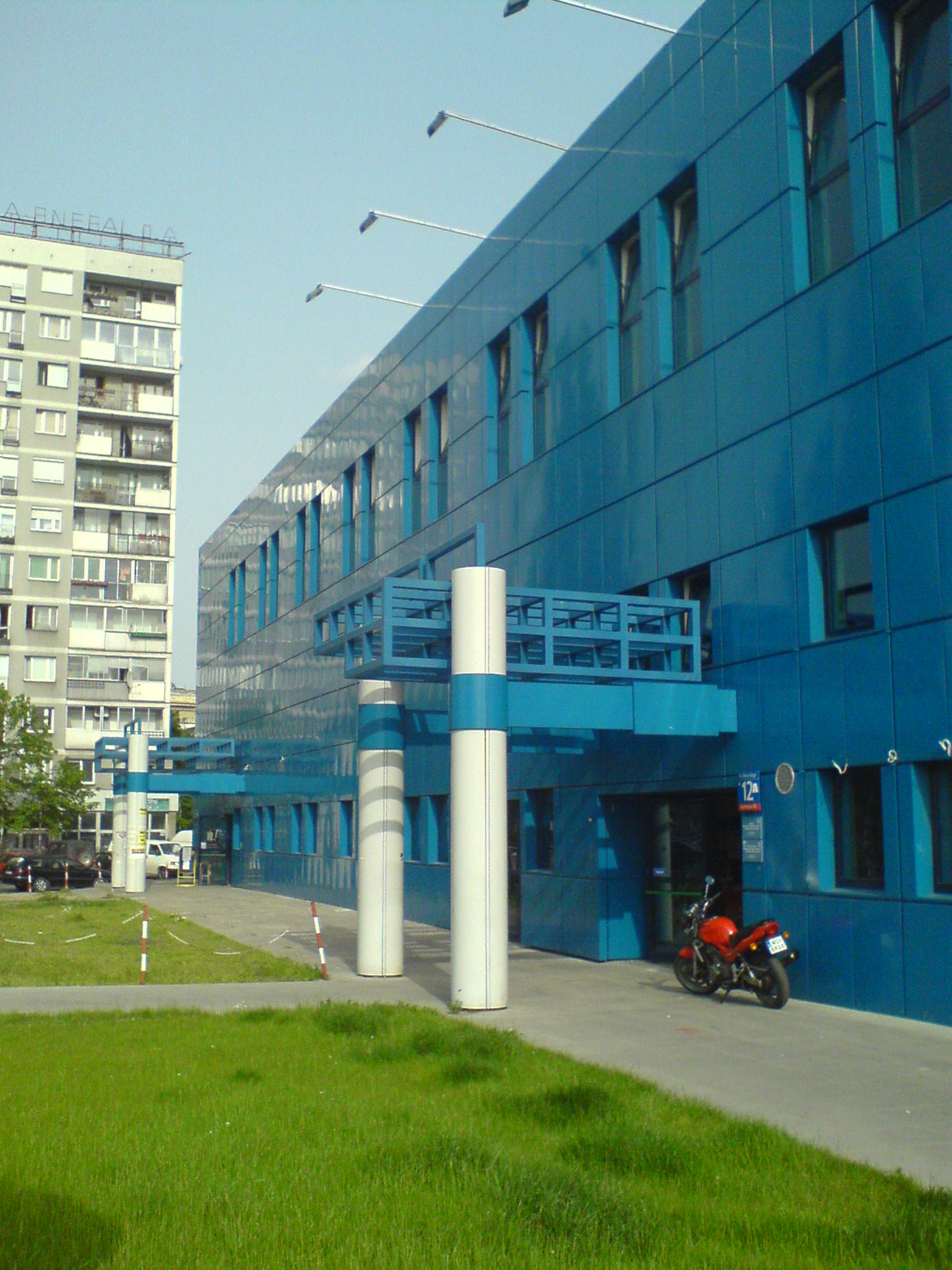
Студенческий клуб «Ремонт»

### Предшественники
Первые инженерные вузы в Европе появились в XVIII веке. Впервые идею технической высшей школы воплотили в жизнь французы, основавшие в 1747 году Национальную школу дорог и мостов (фр. École nationale des ponts et chaussées) в Париже. В начале XIX века технические университеты были открыты в Праге (1806 год), Вене (1815 год) и Карлсруэ (1824 год).
В Польше первым многопрофильным техническим университетом стала Подготовительная школа при Институте Технологий, открытая 4 января 1826 года. ВПИ унаследовал её традиции. Особый вклад в создание школы принадлежит Станиславу Сташицу. Кажетан Гарбинский, математик и профессор Варшавского Университета стал директором школы. Школа была закрыта в 1831 году после Ноябрьского восстания.

### 1898—1915 годы
В 1898 году Техническое отделение Варшавского Общества русской торговли и промышленности, чьим директором был инженер Казимир Обребович (пол. Kazimierz Obrębowicz), получил 1 миллион рублей от императора Николая II (деньги были собраны жителями Царства Польского и осенью 1897 года были переданы императору) на открытие Технического университета, названного в честь императора Николая II. Сам ВПИ был основан декретом от 8 июня 1898 года. Курсы с русским языком обучения начались 5 сентября в здании по адресу Маршалковская улица, 81. Вскоре они были перенесены в новые здания, построенные специально для Института. Спроектированы были Брониславом Станиславовичем Рогуйским и Стефаном Шайллером (пол. Stefan Szyller).
Первым директором нового вуза был назначен Александр Евгеньевич Лагорио, назначенный по уставу также деканом Горного отделения. На момент открытия университет имел три отделения: механическое, химическое и инженерно-строительное, к которым в 1903 году добавилось четвёртое — горное. Поляки составляли большинство среди студентов вплоть до 1905 года, когда их количество достигло 1100 человек. Однако в результате событий революции 1905—1907 годов количество слушателей резко уменьшилось и вновь достигло предреволюционного уровня лишь незадолго до начала первой мировой войны.
В результате студенческих беспорядков 1905 года ВПИ был закрыт. В декабре 1906 года Совет министров России склонился к передислокации Варшавского политехнического в Новочеркасск. Шестнадцатого января 1907 года на заседании Совета Министров было принято решение учредить политехнический институт в Новочеркасске (будущий Донской политехнический институт), «использовав для сей цели денежные средства и личный состав Варшавской политехники». В 1908 году он вернулся в Варшаву и продолжил свою деятельность.
В 1915 году в институте обучались 1639 студентов, что составляло 8,3 % всех студентов инженерных вузов России. Начавшаяся в 1914 году Первая мировая война и наступление немецких войск на Варшаву заставили Российское правительство спешно эвакуировать Варшавский политехнический институт в Москву. При этом значительная часть имущества института осталась в Варшаве. Если до войны материальная база оценивалась в 1 млн. 104 тыс. рублей, то удалось вывезти оборудование стоимостью в 115 тыс. руб. Многие эвакуированные преподаватели были вынуждены оставить в Варшаве своё личное имущество.

### 1915—1939 годы
После того, как немецкие войска 5 августа 1915 года вошли в Варшаву, они попытались заручиться симпатией местного населения, и для этого разрешили Варшавскому университету и ВПИ вести обучение на польском языке. Торжественное открытие обоих университетов состоялось 15 ноября 1915 года. Зигмунт Страшевич (пол. Zygmunt Straszewicz) стал первым ректором ВПИ. Период Первой мировой войны, а также события, связанные с восстановлением польского государства (в том числе польско-советская война) не способствовали развитию университета. Ежедневные лекции начались лишь в ноябре 1920 года. Университет набирал юных будущих инженеров на несколько факультетов: факультет механики, электрики, химии, архитектурный, инженерный, подводного проектирования, и геодезический институт (с 1925 года — исследовательский). Последние три факультета появились после принятия нового Закона об академических школах от 13 марта 1933 года. Кабинет министров Польши издал указ 25 сентября 1933 года, согласно которому был создан инженерный факультет.
Количество студентов ВПИ за двадцатилетний период между войнами выросло с 2540 человек, обучавшихся в 1918/1819, до 4673 человек, обучавшихся перед самым началом Второй Мировой. В этот же период ВУЗ выдал более 6200 дипломов, включая 320 для женщин. ВПИ стал одним из наиболее крупных инженерных центров в Польше и заслужил международное признание. В этот период 66 выпускников получили степень доктора философии, а 50 человек получили степень младших профессоров. Университет стал центром научных исследований для людей, сделавшими немаловажный вклад в мировую науку: Карол Адамицкий, Стефан Брыла, Ян Чохральский, Титус Максимиллиан Хубер, Януш Грошковский, Мечислав Вольфке и многие другие.

### 1939—1945 годы
Во время Второй мировой войны, невзирая на огромные материальные потери и давление, ВПИ продолжил свою деятельность в подполье. Обучение продолжилось в виде нелегальных, но открытых курсов в воскресных школах, а с 1942 года в двухлетней Государственной высшей технической школе. Примерно 3000 студентов посещали курсы и 198 получили дипломы инженеров. Также проводились и научные изыскания, научные работы писались 20 докторами физики и 14 ассистентами. Также многие работы были посвящены теме послевоенного восстановления Польши и развитию науки в дальнейшем. Студенты и профессора тайно работали над многими проектами. Профессора Януш Грошковский, Марсели Стружинский и Йозеф Завадский провели детальный анализ радио- и устройств управления немецких ракет Фау-2 по просьбе разведки Армии Крайовой.

### 1945 год — наши дни
После того как немецкие войска были выбиты из Варшавы, уроки начали проводиться с 22 января 1945 года где это было возможно, а уже к концу года все действовавшие до войны факультеты были вновь открыты. Старые и пострадавшие от войны здания были быстро отстроены, а также возведены новые. В 1951 году ВПИ объединился с Инженерной школой Вавельберга и Ротвенда. Учебный и исследовательский центр в Плоцке был создан в 1967 году. В 1945 году обучалось 2148 студентов на 6 факультетах, а в 1999 году их уже было 22 000 человек, обучающихся на 16 факультетах. ВПИ подготовил и выпустил более 104 000 бакалавров и магистров в период с 1945 по 1998 годы.

## Факультеты
- Автомобильной и строительной техники[пол.]
- Архитектурный[пол.]
- Геодезии и картографии[пол.]
- Гражданского строительства[пол.]
- Математики и информатики[пол.]
- Материаловедения[пол.]
- Менеджмента[пол.]
- Механики, энергетики и авиации[пол.]
- Механико-технологический[пол.]
- Мехатроника[пол.]
- Строительной техники, гидротехники и инженерной экологии[пол.]
- Строительства, механики и нефтехимии (Плоцк)[пол.]
- Транспортный[пол.]
- Управления и общественных наук[пол.]
- Физический[пол.]
- Химико-технологический[пол.]
- Химический[пол.]
- Электроники и информационных технологий[пол.]
- Электротехнический[пол.]